# Astragalus similissimus
Astragalus similissimus är en ärtväxtart som beskrevs av Dieter Podlech och Zarre. Astragalus similissimus ingår i släktet vedlar, och familjen ärtväxter. Inga underarter finns listade i Catalogue of Life.